# Site fortifié du Kastelberg
Le Kastelberg est un site fortifié protohistorique de la période hallstattienne situé sur les communes de Kœstlach et Mœrnach dans le Haut-Rhin.

## Historique
Depuis les fouilles de l’archéologue allemand Karl Sebastian Gutmann entre 1903 et 1908, les récentes campagnes de fouille et la reprise de la documentation ancienne menées depuis 2011 par une équipe d'archéologues du Pôle d'Archéologie Interdépartemental Rhénan dirigée par Michaël Landolt ont renouvelé la compréhension du site de hauteur fortifié du « Kastelberg ».

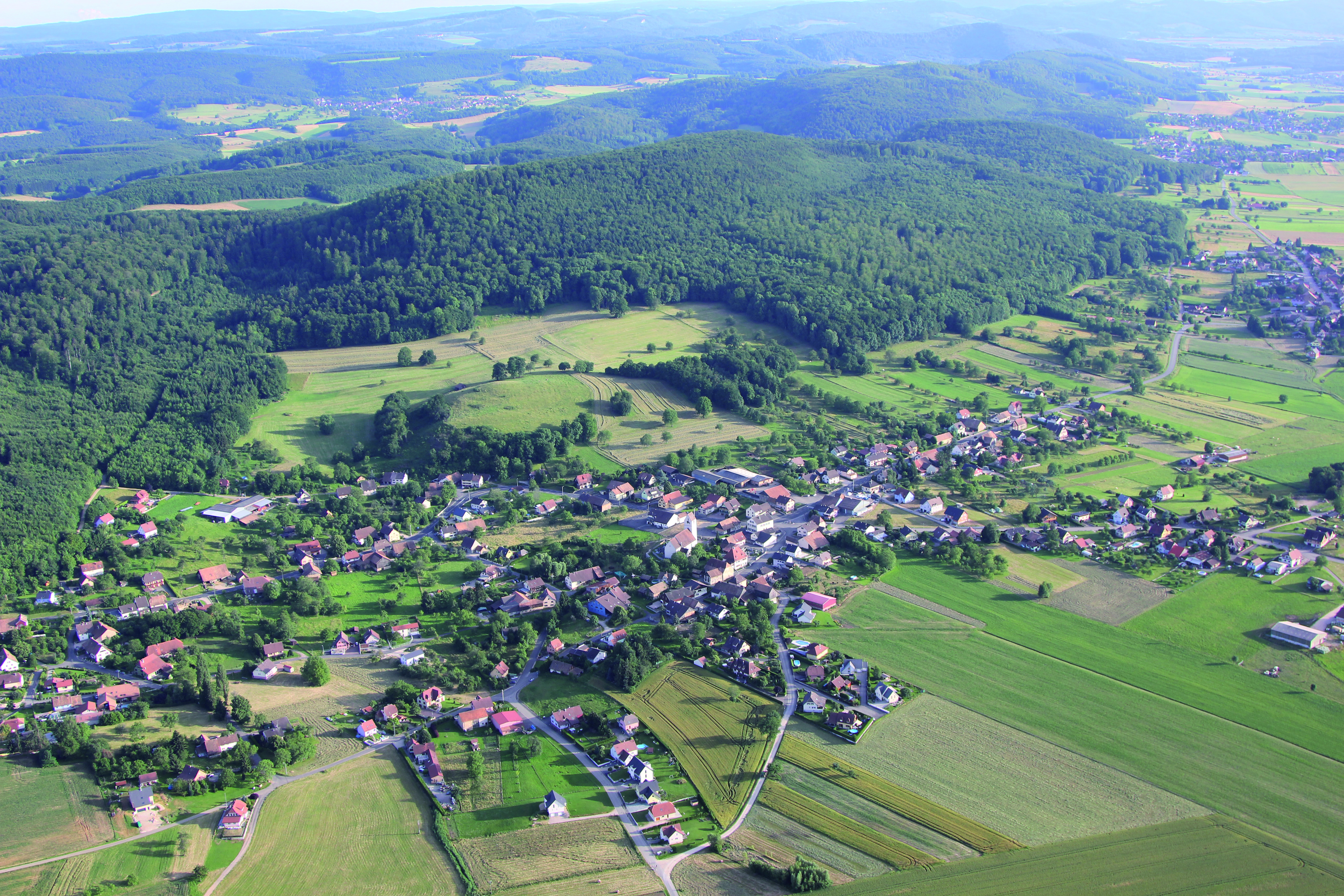
Vue générale du site de hauteur fortifié du "Kastelberg" sur les premiers contreforts du Jura à Mœrnach (Haut-Rhin) (Photo J. Ehret).

## Caractéristiques
Au sud-ouest, l’enceinte de barrage de la fin du Néolithique (fin du Ve-début du IVe millénaire av. J.-C.) présente une architecture à double parement constitué de petites dalles de calcaire et blocage interne. Les analyses radiocarbones et le mobilier céramique à dégraissant coquillé confirment la datation entre 4 000 et 3 400 av. J.-C. environ. Au cœur de l’éperon, la découverte de mobilier lithique poli en pélite-quartz et en silex taillé semble témoigner d’une occupation néolithique dans ce secteur ; cela appuierait l’hypothèse d’un état antérieur à la fortification du Premier Âge du Fer.
Une occupation de l’Âge du Bronze est attestée, mais reste toutefois difficile à caractériser, en l’absence notamment d’indices de fortification pour cette époque. Une pointe de flèche en alliage cuivreux, attribuable au Bronze moyen-final, a été retrouvée dans la masse de barrage avant du rempart 1, sans doute en position secondaire.
L’architecture de la double fortification du Premier Âge du Fer (fin du VIIe-fin du VIe siècle av. J.-C.) a pu être appréhendée. Le barrage principal, situé à l’est, est constitué d’un rempart à parement externe taluté. Deux fosses correspondent à l’emplacement de poteaux verticaux qui renforçaient la construction et pourraient suggérer un aménagement particulier (porte, réparation ?).

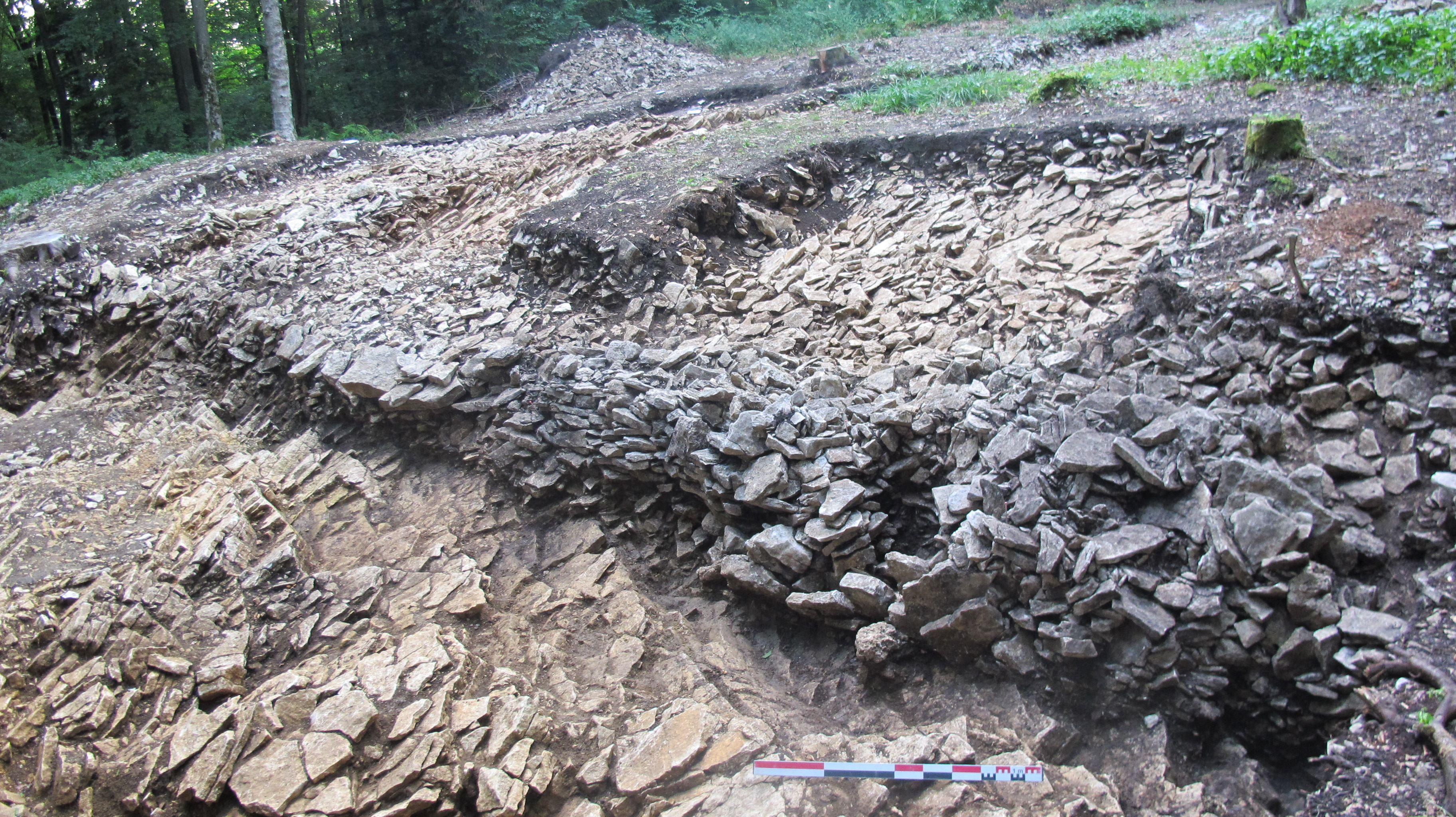
Vue générale du rempart 1 de barrage hallstattien du site de hauteur fortifié du "Kastelberg" à Mœrnach (Haut-Rhin) (Photo M. Landolt, PAIR).

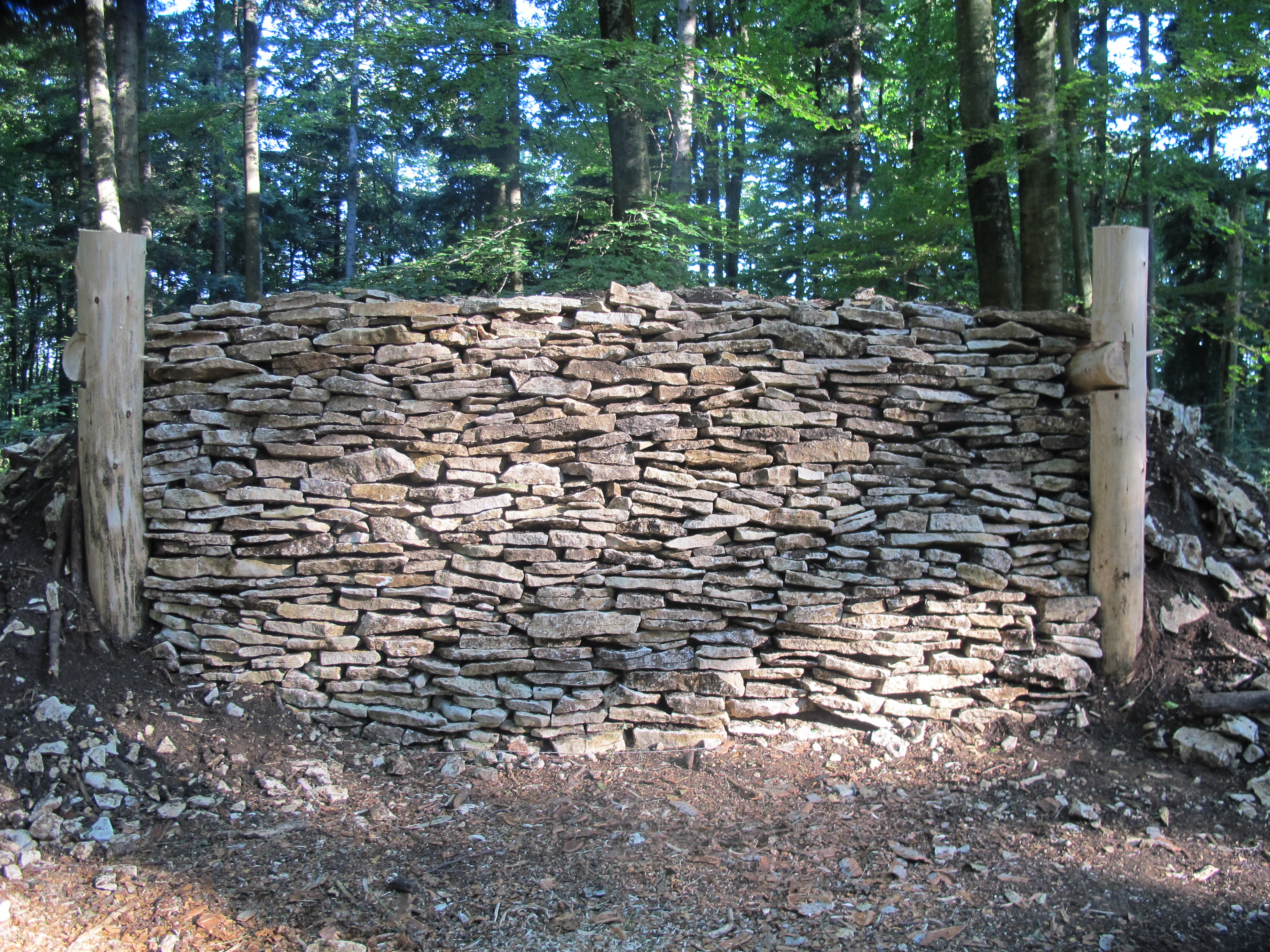
Reconstitution réalisée en 2013 du rempart de barrage hallstattien du site de hauteur fortifié du "Kastelberg" à Mœrnach (Haut-Rhin) (Photo M. Landolt, PAIR).

La couche d’occupation située à l’arrière du rempart principal se trouve dans une dépression naturelle du substrat calcaire, favorisant le piégeage du mobilier (faune, céramique, lithique et objets métalliques). L’étude de la céramique a permis de dater l’occupation et la construction du rempart 1 du Hallstatt D1 voire de la fin du Hallstatt C.
La fortification de barrage située à l’avant de la principale est matérialisée par des dalles de calcaires effondrées. Une datation radiocarbone, couvrant la fin de La Tène ancienne et le début de La Tène moyenne (entre 410 et 230 av. J.-C. environ), vient relancer le débat autour de la chronologie des enceintes.
À l’intérieur de la fortification, la fouille a mis en évidence un amoncellement de plaquettes de calcaire issues du substrat, formant une véritable terrasse sur le point culminant de l’éperon. Il s’agirait plutôt d’une plateforme, facilitant l’implantation d’un habitat, que d’un ouvrage défensif. La présence de faune, de céramique et de mobilier lithique témoigne d’une occupation au début du Premier Âge du Fer.
Pour La Tène finale (IIe-Ier siècle av. J.-C.), la découverte, dans la couche d’occupation située à l’arrière du rempart, d’un bord en céramique caractéristique de cette période permet de proposer, pour la première fois, une fréquentation du site à la fin du Second Âge du Fer, sans que celle-ci ne puisse pour l’instant être précisée.

### Rapports de fouille
- « Kœstlach-Mœrnach, Haut-Rhin « Kastelberg ». Un site fortifié hallstattien sur les premiers contreforts jurassiens, M. Landolt, F. Fleischer (dir.), avec la collaboration de O. Putelat, W. R. Teegen et la participation de F. Basoge, F. Delrieu, P. Rieth,Rapport de fouille programmée, dactylographié, PAIR, SRA Alsace, Sélestat-Strasbourg, 2011, 116 p., 92 fig.

- « Kœstlach-Mœrnach, Haut-Rhin « Kastelberg ». Campagne 2012 (programme triennal 2012-2014). Un site fortifié hallstattien sur les premiers contreforts jurassiens, Landolt et alii 2013 : M. Landolt (dir.), F. Fleischer (dir.) avec la collaboration de Ch. Croutsch, C. Leprovost, M. Mauvilly, O. Putelat.Rapport de fouille programmée, dactylographié, PAIR, SRA Alsace, Sélestat, 2013, 154 p., 127 fig.

### Publications
- « Reprise des recherches sur le site de hauteur fortifié hallstattien du « Kastelberg » à Kœstlach-Mœrnach », Annuaire de la Société d’Histoire du Sundgau, 2012, p. 23-34.

- « À l’Est, du nouveau ! Archéologie de la Grande Guerre en Alsace et en Lorraine », Bernadette Schnitzler, Michaël Landolt (dir.) avec la collaboration de St. Jacquemot, J.-P. Legendre, J.-Cl. Laparrat, Catalogue d’exposition, Musées de la Ville de Strasbourg, Strasbourg, 2013, p. 54.

- « À l’Est, du nouveau ! Archéologie de la Grande Guerre en Alsace et en Lorraine » ,Bernadette Schnitzler, Michaël Landolt (dir.), « Kastelberg » : un observatoire allemand, dans avec la collaboration de St. Jacquemot, J.-P. Legendre, J. Cl. Laparra, Catalogue d’exposition, Musées de la Ville de Strasbourg, Strasbourg, 2013, p. 296.

- « Note sur les fouilles de 2011 à 2013 sur le site de hauteur fortifié pré- et protohistorique du « Kastelberg » à Kœstlach-Mœrnach », M. Landolt, F. Fleischer, Annuaire de la Société d’Histoire du Sundgau, 2014, p. 45-52.